# Emberson Award
Der IEEE Richard M. Emberson Award (kurz: Emberson Award) ist ein Ehrenpreis, der vom Institute of Electrical and Electronics Engineers (IEEE) an eines seiner Mitglieder in Anerkennung für herausragende Leistungen zur Förderung der technischen Ziele des IEEE vergeben werden kann.
Der Preis besteht aus einer bronzenen Medaille, einer Urkunde, einem Honorar und der Erstattung der Reisekosten zur Preisverleihung.
Für den Emberson Award werden nur ehrenamtliche Beiträge berücksichtigt, keine Beiträge, die als Mitarbeiter des IEEE geleistet wurden. Die Qualität der Nominierung wird vom Auswahlausschuss bewertet.